# The Movies: Stunts & Effects
The Movies: Stunts and Effects — дополнение к игре The Movies. Дополнение разработано Lionhead Studios. Оно вышло 6 июня 2006 года в Северной Америке и 16 июня 2006 года в Великобритании.
Mac-версия игры The Movies: Stunts and Effects была разработана Robosoft Technologies и издана Feral Interactive. Она была выпущена во время всемирной выставки-конференции MacWorld Expo в 2008 году.

## Новые возможности
Дополнение включает трюки, каскадеров, новые реквизиты, эффекты и костюмы. Новые возможности позволяют игрокам добавить дублёров, чтобы заменить ими актёров для предотвращения травм. Вертолёты и другие быстро движущиеся и летающие объекты в игре есть. В новом дополнении есть функция «Свободная камера», что позволяет игрокам двигать и направлять положение камеры, как им захочется в любой сцене. В дополнении есть павильоны, например Дикий запад: спальня. Были изменения в The Movies Online Архивная копия от 24 июня 2008 на Wayback Machine с выпуском игры. Также есть павильоны: синий и зелёный экраны и миниатюрный город для гигантских существ по вашему выбору.

## Дополнительные функции по версии Mac
- Использование iTunes Медиатека для звуковой дорожки

Поддержка iTunes легко интегрируется в The Movies для Mac. Это означает, что, когда вы редактируете саундтрек в Постпродакшн, вы можете использовать любой из файлов с iTunes Медиатека для создания профессионального звучания.
- Использование GarageBand и iMovieFX образца

Список звуковых эффектов и примеры, которые вы можете использовать в фильмы Постпродакшн, чрезвычайно увеличились на встроенную поддержку для GarageBand и iMovie.

## Оценки
| Сводный рейтинг | Сводный рейтинг |
| Агрегатор       | Оценка          |
| --------------- | --------------- |
| GameRankings    | 78,36 %         |
| Metacritic      | 78/100          |